# 伊朗農業部
伊朗農業部(波斯語：‎)在2001年建立，是負責監督伊朗農業的政府部門。這個部門在以往被稱為聖戰建設組織，它在2001年與農業部合併而形成了現今的農業部。

## 外部連結
- 伊朗農業部網頁

35°42′34.87″N 51°23′51.52″E / 35.7096861°N 51.3976444°E